# Kostel svatého Prokopa (Lestkov)
Kostel svatého Prokopa v Lestkově na Tachovsku pochází částečně již ze 14. století. Po roce 1945 byl zcela zdevastován, v říjnu 1993 se propadl původní krov i střecha lodi. Od roku 1964 je kostel chráněn jako kulturní památka České republiky. Na začátku třetího tisíciletí byla zahájena oprava kostela.

## Historie
První písemná zmínka o kostele je datována rokem 1375, kdy zde patronátní právo drželi Švamberkové, též farářem byl člen tohoto panského rodu Jan ze Švamberka.
V 17. století se kostel nacházel ve velmi špatném stavu, a proto roku 1647 nechal farář Kašpar Haas jeho část strhnout. V letech 1739–1740 proběhla rozsáhlá rekonstrukce. Při další opravě v roce 1780 byl kostel barokně přestavěn, a středověké zdivo se tak dochovalo pouze na nároží věže.
Mobiliář kostela pocházel z let 1720–1730. Nachází se částečně v kostele svatého Jakuba v Domaslavi, částečně je uložen v depozitáři plzeňského biskupství.
Ke kostelu přiléhá čtvercová věž. Roku 1972 silný vítr ulomil z věže kříž, a bylo tak nalezeno pouzdro s dokumenty z poslední opravy. V říjnu 1993 se do interiéru zřítila střecha, na svém místě zůstala jen její malá část nad kněžištěm.

### Rekonstrukce
V jedné z poničených vitráží se zachoval obraz dotýkajících se lidských rukou, který inspiroval místní obyvatele k založení občanského sdružení Pomozme si sami. Roku 2003 na kostele začaly první opravy. V říjnu 2009 dostala věž novou báň, do makovice pod křížem byly uloženy písemnosti pro budoucí generace. Postupně byla opravena nejprve střecha presbytáře, poté se dočkala nového zakrytí i loď.
Roku 2011, kdy byla loď kostela stále ještě bez střechy, se v něm pod otevřeným nebem po desítkách let konala svatba. Oddávajícím v tomto katolickém kostele se stal farář Českobratrské církve evangelické.

## Hřbitov
U kostela se původně nacházel hřbitov. Roku 1683 byl však založen hřbitov nový, v blízkosti dnes již zaniklé kaple svatého Jana Křtitele. Původní hřbitov byl zrušen při opravě kostela v roce 1780, kdy z něj byla část náhrobků přenesena na nový hřbitov.

## Fotogalerie

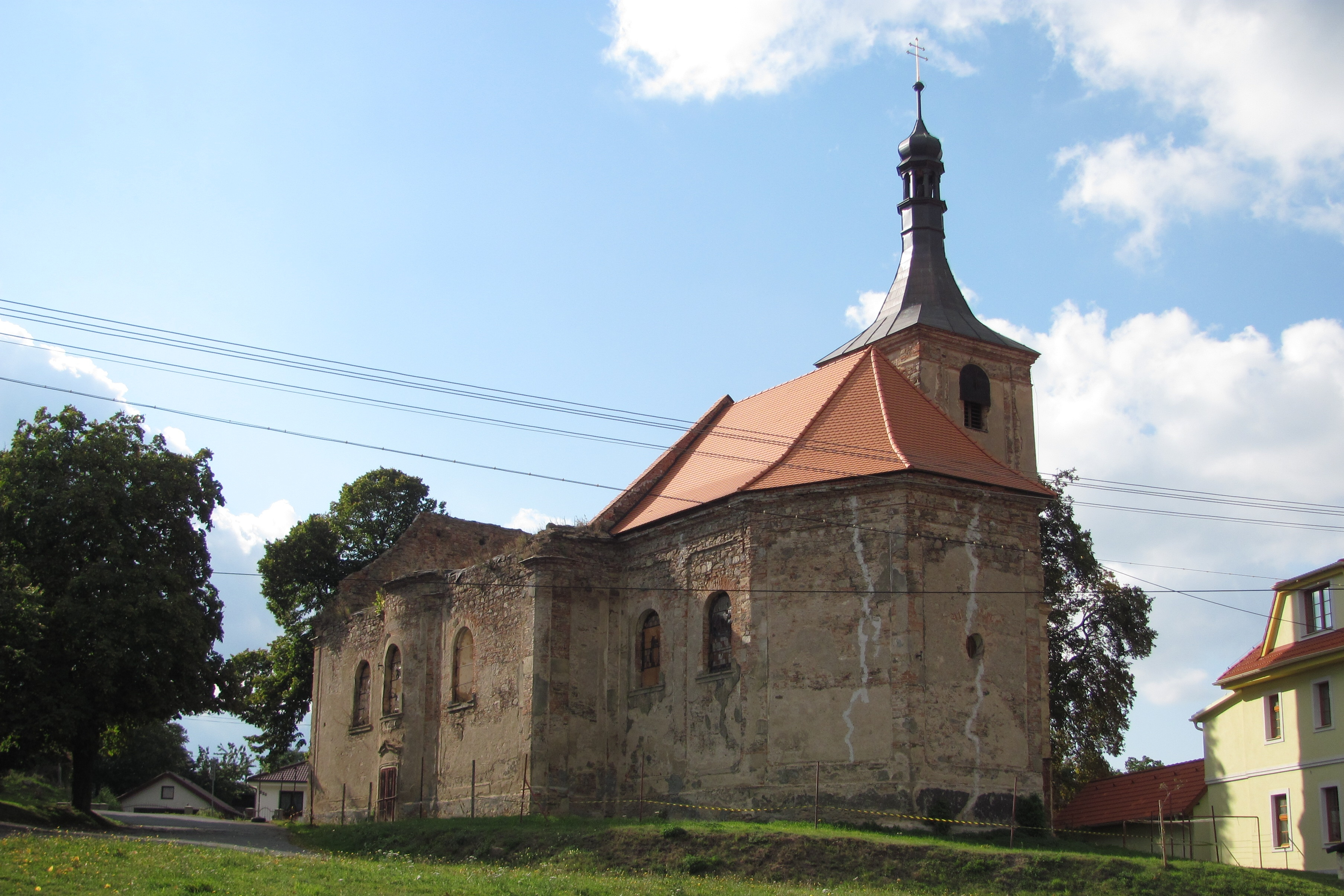
Stav v září 2012
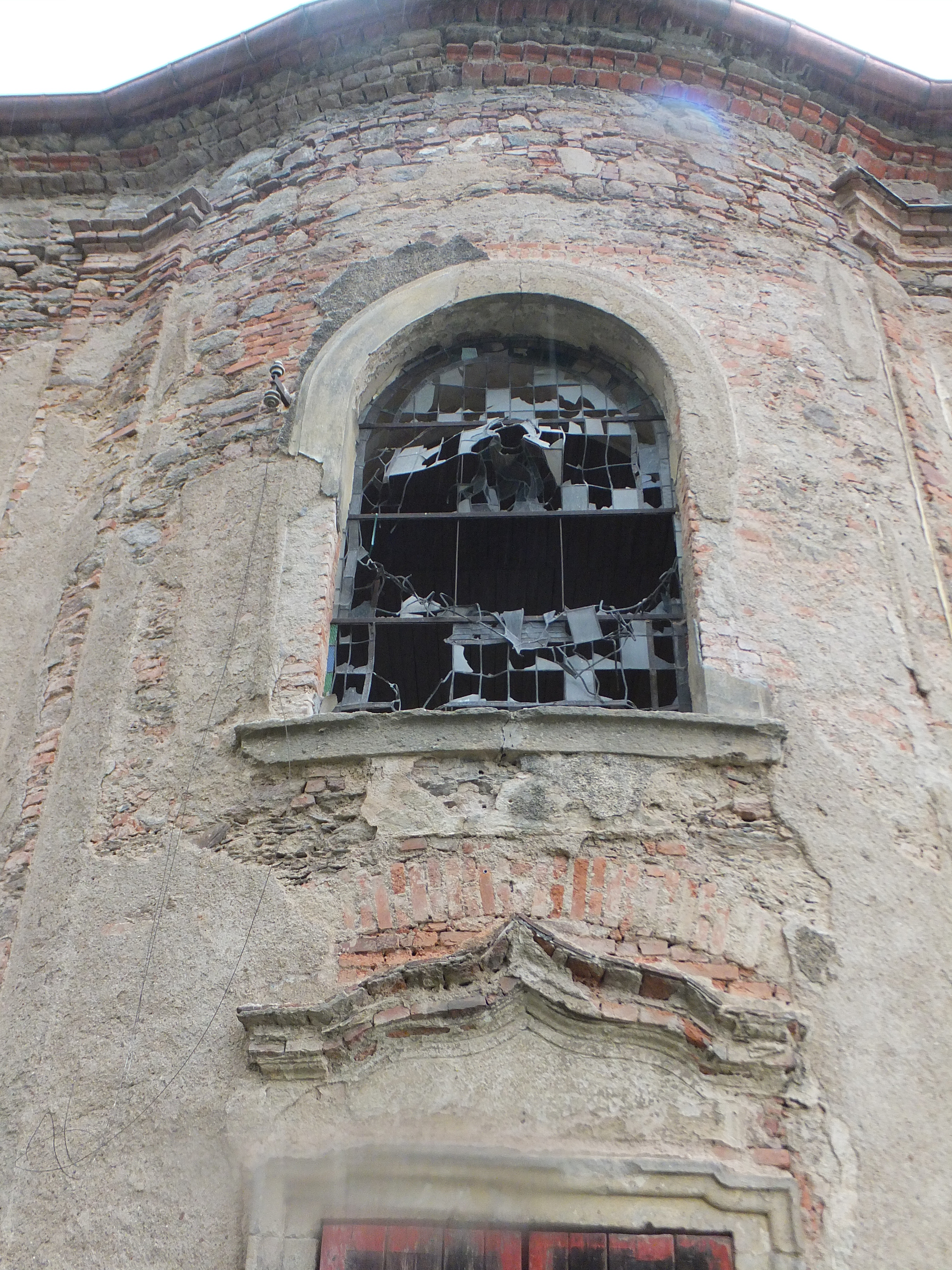
Detail okna
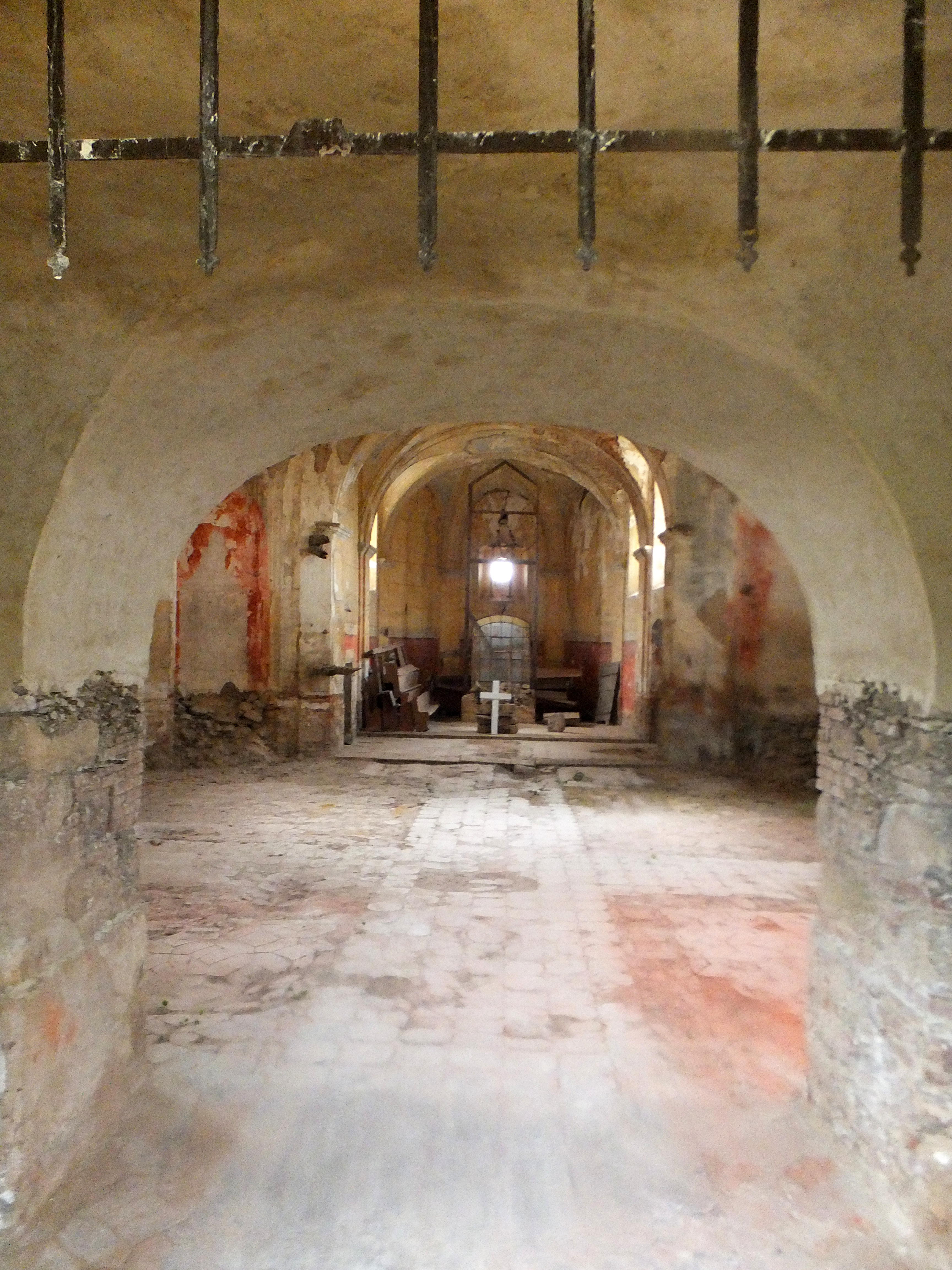
Interiér v září 2014